# Anthony Ramos
Anthony Ramos   (Brooklyn, 1 de novembre de 1991) és un actor, cantant i cantautor estatunidenc. El 2015 va interpretar els papers de John Laurens i Philip Hamilton en el musical de Broadway Hamilton. El 2018 va aparèixer a la pel·lícula A Star Is Born interpretant en Ramon i el 2021 va protagonitzar l'adaptació del musical In the Heights. Va rebre una nominació als Premis Emmy en la categoria de Millor actor de repartiment en una minisèrie o pel·lícula per a televisió per la seva actuació en la versió gravada de Hamilton, que es va estrenar el març del 2020 a Disney+.

## Primers anys i educació
Ramos va néixer a Nova York i és de descendència porto-riquenya. Va criar-se al barri de Bushwick, Brooklyn, on vivia amb la seva mare, el seu germà gran i germana petita.
Anthony va anar a la Halsey Junior High School. Es va graduar de l'escola secundària New Utrecht el 2009. Durant aquella època estava interessat en el bèisbol i tenia plans per jugar a la III Divisió NCAA.
Al acabar secundària va anar a estudiar a l'American Musical and Dramatic Academy, un conservatori d'arts escèniques, amb una beca. Es va graduar l'any 2011 del programa de teatre musical.

## Carrera

### Actuació
Des de 2011, Ramos va aconseguir papers en produccions regionals i tours de musicals, incloent el de Sonny de la Vega en la producció In the Heights l'any 2012.
El 2014 va interpretar Hearts And Lights al Radio City Music Hall, un show de dansa amb the Rockettes que es va cancel·lar durant les pre-estrenes. Durants els assajos de Hearts And Lights, Ramos va fer audicions per la producció de Hamilton Off-Broadway al Public Theater.
Després d'haver-li donat un paper a Hamilton, va interpretar a Justin Laboy al musical d'un sol acte de 14 minuts 21 Chump Street de Lin-Manuel Miranda. Es va fer una única actuació el 7 de juny de 2014, que va ser gravada per la National Public Radio.
Hamilton es va estrenar Off-Broadway a principis de 2015 i Ramos hi interpretava els papers de John Laurens i de Philip Hamilton, el fill gran d'Alexander Hamilton. El musical es va traslladar a Broadway, les pre-estrenes van iniciar-se el 13 de juliol de 2015 i es va estrenar el 6 d'agost de 2015. Ramos va fer la seva última actuació el 20 de novembre de 2016.
El setembre de 2016 es va anunciar que Ramos havia estat escollit per interpretar a Mars Blackmon a la sèrie de drama-comèdia de Netflix She's Gotta Have It, dirigida per Spike Lee.
Ramos va interpretar a en Ramon a la pel·lícula de 2018 A Star Is Born, pel·lícula protagonitzada per Lady Gaga i Bradley Cooper i dirigida per Cooper.
El 2018 es va anunciar que Ramos va ser elegit per interpretar a Usnavi de la Vega a l'adaptació a pel·lícula del musical In the Heights . La pel·lícula es va estrenar el 2021; va ser ben rebuda per la crítica però no va tenir massa èxit en taquilla.
L'abril de 2021, va ser anunciat que Ramos protagonitzaria la següent pel·lícula de la sèrie cinematogràfica Transformers: Transformers: Rise of the Beasts. Està previst que la pel·lícula s'estreni el 2023.

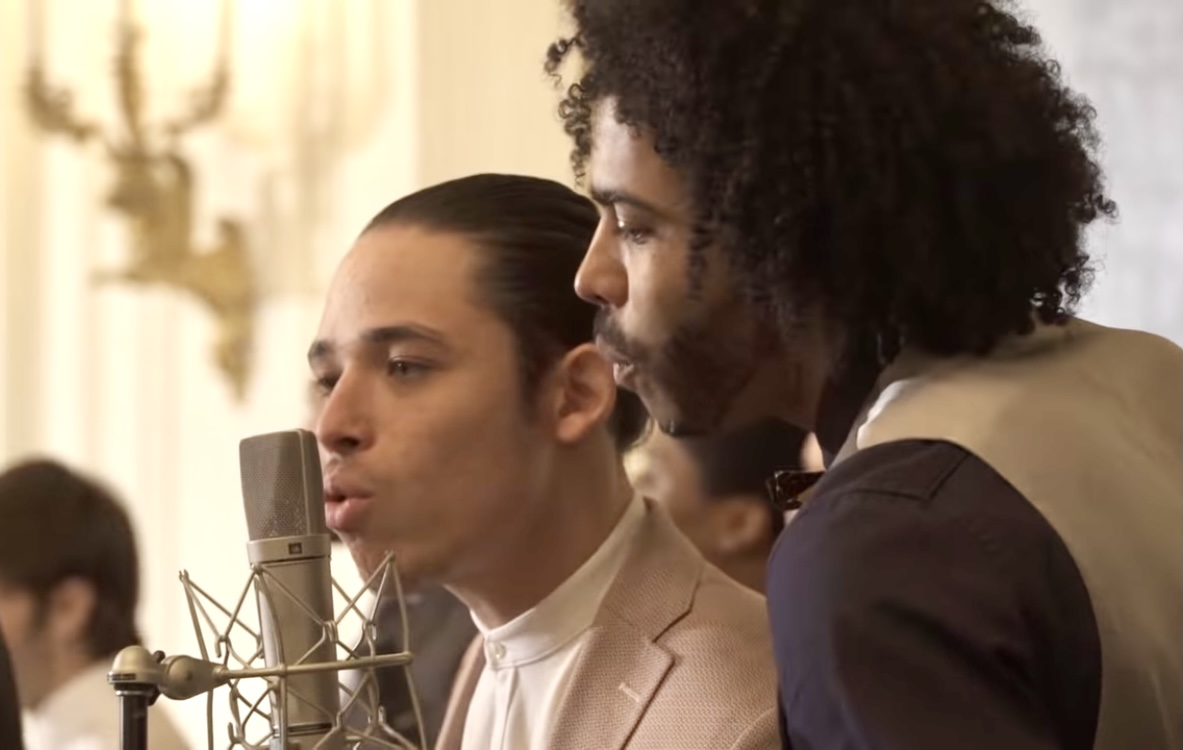
Ramos (esquerre) actuant a la Casa Blanca amb els seus companys de repartiment de Hamilton.

El febrer de 2022, es va anunciar que Ramos havia estat escollit per interpretar un paper clau en la nova sèrie Ironheart, situada a l'Univers Cinematogràfic de Marvel.

### Música
L'any 2015, Ramos va ser part de la gravació de l'àlbum original del musical Hamilton.
Es va retrobar amb Lin-Manuel Miranda l'octubre de 2017, quan va ser un dels vocalistes de la cançó "Almost Like Praying", una cançó en suport a les víctimes de l'Huracà Maria.
El 8 de novembre de 2018, Anthony Ramos va publicar dues pistes: "Freedom" i "Common Ground", aquestes serien part del seu primer EP, titulat The Freedom EP.
El 13 de juny de 2019 es va anunciar que Ramos havia signat amb Republic Records. Això es va documentar en la sèrie de YouTube de Ramos, It Takes A Village, i en el mateix vídeo va revelar que música nova es publicaria aquell estiu. El seu primer àlbum, The Good & The Bad, es va publicar 25 d'octubre de 2019. L'àlbum va arribar a la posició 21 a la llista US Billboard Heatseekers Albums.
El 25 de juny de 2021 va publicar Love and Lies, el seu segon àlbum.

## Vida personal
El 2015 va iniciar una relació amb Jasmie Cephas Jones, a qui va conèixer durant els assajos de Hamilton. El desembre de 2018, Jones i Ramos es van prometre. El novembre de 2021 es va anunciar que la parella s'havia separat.

## Crèdits
| † | Indica que encara no ha estat estrenada |

### Teatre
| Any       | Producció       | Paper                          | Teatre                                                                                 | Notes         |
| --------- | --------------- | ------------------------------ | -------------------------------------------------------------------------------------- | ------------- |
| 2011      | Grease          | Sonny LaTierri                 | Teatre Surflight 22 de juny – 15 de juliol de 2011                                     | Regional      |
| 2012      | Damn Yankees    | Henry / Repartiment            | Varis                                                                                  | Tour nacional |
| 2012      | In the Heights  | Sonny de la Vega               | Pioneer Theatre Company 14 – 29 de setembre de 2012                                    | Regional      |
| 2014      | 21 Chump Street | Justin Laboy                   | Brooklyn Academy of Music 7 de juny de 2014                                            | Regional      |
| 2015–2016 | Hamilton        | John Laurens / Philip Hamilton | The Public Theater 20 de gener – 3 de maig de 2015                                     | Off-Broadway  |
| 2015–2016 | Hamilton        | John Laurens / Philip Hamilton | Teatre Richard Rogers 13 de juliol de 2015 – 20 de novembre de 2016                    | Broadway      |
| 2018      | In the Heights  | Usnavi de la Vega              | John F. Kennedy Center for the Performing Arts, Washington, DC 21 – 25 de març de 2018 | Regional      |

### Cinema
| Any  | Títol                              | Paper                                | Notes                                   |
| ---- | ---------------------------------- | ------------------------------------ | --------------------------------------- |
| 2016 | White Girl                         | Kilo                                 |                                         |
| 2016 | 10 Crosby                          | Porter jove                          | Curtmetratge                            |
| 2017 | Patti Cake$                        | Enginyer de gravació                 |                                         |
| 2018 | Monsters and Men                   | Manny Ortega                         |                                         |
| 2018 | Summer Days, Summer Nights         | Frankie                              |                                         |
| 2018 | A Star Is Born                     | Ramon                                |                                         |
| 2019 | Godzilla: King of the Monsters     | Sargent de personal Anthony Martinez |                                         |
| 2020 | Trolls World Tour                  | Rei Trollex (veu)                    |                                         |
| 2020 | Hamilton                           | John Laurens/Philip Hamilton         | Gravació del musical de 2016 a Broadway |
| 2020 | Honest Thief                       | Ramon Hall                           |                                         |
| 2021 | In the Heights                     | Usnavi de la Vega                    |                                         |
| 2022 | The Bad Guys                       | Sr. Piranha (veu)                    | Postproducció                           |
| 2022 | Distant †                          | Andy Ramirez                         | Postproducció                           |
| 2023 | Transformers: Rise of the Beasts † | Noah                                 | En gravació                             |

### Televisió
| Any        | Títol                             | Paper           | Notes                                  |
| ---------- | --------------------------------- | --------------- | -------------------------------------- |
| 2015       | Younger                           | Julio           | Episodis: “Liza Sows Her Oates”, “IRL” |
| 2016       | Law & Order: Special Victims Unit | Juan Flores     | Episodi: "Forty-One Witnesses"         |
| 2017–2018  | Will & Grace                      | Tony            | 4 episodis                             |
| 2017–2019  | She's Gotta Have It               | Mars Blackmon   | 19 episodis                            |
| 2019       | Elena of Avalor                   | Tito (veu)      | Episodi: "Team Isa"                    |
| 2021       | In Treatment                      | Eladio Restrepo | 6 episodis                             |
| 2021       | Blindspotting                     | Yorkie          | 2 episodis                             |
| A anunciar | Ironheart †                       | A anunciar      | Minisèrie de Disney+                   |

## Discografia

### Àlbums d'estudi
| Títol              | Detalls |
| ------------------ | --- |
| The Good & the Bad | - Data de publicació: 25 d'octubre de 2019 - Discogràfica: Republic Records - Formats: CD, descàrrega digital, streaming |
| Love and Lies      | - Data de publicació: 25 de juny de 2021 - Discogràfica: Republic Records - Formats: CD, descàrrega digital, streaming   |

### Extended plays
| Title          | Detalls |
| -------------- | --- |
| The Freedom EP | - Data de publicació: 28 de gener 2018 - Discogràfica: Whole Team Winnin' - Formats: CD, descàrrega digital, streaming |

### Bandes sonores i gravacions originals
| Títol                                                  | Detalls | Millor posició | Millor posició | Millor posició | Millor posició |
| Títol                                                  | Detalls | US             | AUS            | CAN            | UK             |
| ------------------------------------------------------ | --- | -------------- | -------------- | -------------- | -------------- |
| 21 Chump Street: The Musical                           | - Data de publicació: 19 de juny de 2014 - Discogràfica: 5000 Broadway Productions - Formats: CD, descàrrega digital                  | —              | —              | —              | —              |
| Hamilton (Original Broadway Cast Recording)            | - Data de publicació: 25 de setembre de 2015 - Discogràfica: Hamilton Uptown - Formats: CD, digital download                          | 2              | 6              | 2              | 58             |
| Trolls World Tour (Original Motion Picture Soundtrack) | - Data de publicació: 13 de març de 2020 - Discogràfica: RCA - Formats: CD, digital download, streaming                               | 15             | 66             | 33             | —              |
| In The Heights (Original Motion Picture Soundtrack)    | - Data de publicació: 10 de juny de 2021 - Discogràfica: Atlantic Records/WaterTower Music - Formats: CD, digital download, streaming | —              | —              | —              | —              |

### Senzills
| Títol                                                                         | Any  | Àlbum                              |
| ----------------------------------------------------------------------------- | ---- | ---------------------------------- |
| "Cry Today, Smile Tomorrow"                                                   | 2019 | Senzills no pertanyents a un àlbum |
| "Dear Diary"                                                                  | 2019 | The Good & The Bad                 |
| "The Good & the Bad"                                                          | 2019 | The Good & The Bad                 |
| "Mind Over Matter"                                                            | 2019 | The Good & The Bad                 |
| "Figure It Out"                                                               | 2019 | The Good & The Bad                 |
| "Relationship"                                                                | 2020 | The Good & The Bad                 |
| "Stop"                                                                        | 2020 | Senzills no pertanyents a un àlbum |
| "If You Want Me to Stay" (cover de Sly and the Family Stone) (amb Ari Lennox) | 2020 | Senzills no pertanyents a un àlbum |
| "Say Less"                                                                    | 2021 | Love and Lies                      |
| "Blessings"                                                                   | 2021 | Love and Lies                      |
| "Échale"                                                                      | 2021 | Love and Lies                      |
| "Lose My Mind"                                                                | 2021 | Love and Lies                      |

## Premis i nominacions
| Any  | Premis                                         | Categoria                                                                     | Feina          | Resultat  | Ref.          |
| ---- | ---------------------------------------------- | ----------------------------------------------------------------------------- | -------------- | --------- | ------------- |
| 2016 | Premis Grammy                                  | Millor àlbum de teatre musical                                                | Hamilton       | Guanyador | [ 38 ]        |
| 2016 | Premis Broadway.com Audience                   | Millor actor de repartiment en un musical                                     | Hamilton       | Nominat   | [ 39 ] [ 40 ] |
| 2016 | Premis Broadway.com Audience                   | Millor actuació masculina d'èxit                                              | Hamilton       | Nominat   | [ 39 ] [ 40 ] |
| 2019 | Premis Screen Actors Guild                     | Millor actuació d'un repartiment en una pel·lícula                            | A Star Is Born | Nominat   | [ 41 ]        |
| 2019 | Premis Gold Derby                              | Millor repartiment                                                            | A Star Is Born | Nominat   | [ 42 ]        |
| 2021 | Premis Hollywood Critics Association Midseason | Millor actor                                                                  | In the Heights | Guanyador | [ 43 ]        |
| 2021 | Premis Primetime Emmy                          | Millor actor de reaprtiment en una mini-sèrie, sèrie anatològica o pel·lícula | Hamilton       | Nominat   | [ 44 ]        |
| 2021 | Premis Hollywood Music in Media                | Cançó - Actuació en pantalla (per "96,000")                                   | In the Heights | Nominat   | [ 45 ] [ 46 ] |
| 2021 | Premis People's Choice                         | Estrella de drama de 2021                                                     | In the Heights | Nominat   | [ 47 ] [ 48 ] |

1. ↑  Juntament amb Lady Gaga, Sam Elliott, Andrew Dice Clay, Rafi Gavron, Bradley Cooper i Dave Chappelle
2. ↑  Compartit amb el repartiment de In the Heights